# Beszéd
A beszéd a nyelvi kommunikáció legáltalánosabb eszköze. Tagolt, hangzó kommunikációs csatorna, ami nyelvi kódot közvetít. Alapját a beszédhangok alkotják, amelyek a fonetikai szabályok szerint szavakat alkotnak. A beszédtudomány vizsgálja; fő témái a beszédképzés, a beszédészlelés és a beszédismétlés. A legtöbben több nyelvet is beszélnek. A nyelvnek más megjelenési formái is vannak, az írás és a jelelés. Az írott nyelv a beszélt nyelvtől részben független forma, és a beszélt formától függetlenül is fejlődhet, alakulhat, például a helyesírás szabályainak változásai nem érintik a beszélt nyelvet. Néha annyira elszakad a beszédtől, hogy diglosszia alakul ki. Vannak nyelvek, amik csak beszélt formában léteznek. A siketek a jelelést is beszédnek tekintik. A nyelvtankönyvek sokszor minden nyelvi csatornát beszédnek neveznek. A beszédet különböző nem nyelvi kommunikációs eszközök segítik, például a hanglejtés, és a hangsúly. A kísérő gesztusok és az arckifejezések akár rá is cáfolhatnak az elmondottakra.
Schulz von Thun szerint fő szerepei az információközlés, mások viselkedésének befolyásolása és a saját igények, érzések kinyilvánítása. Zavarai súlyosan érintik az emberi kommunikációt; sok néma még kérni, kérdezni sem tud. Esetükben fontos az asszertív kommunikációs stílus kialakítása és fenntartása.
A tartós beszédzavarokon az augmentatív és alternatív kommunikáció eszközei segíthetnek.
Az embernek az a hangképzése, ami lehetővé teszi a beszédet, az éneklésre is alkalmassá teszi. Vitatott, hogy a beszéd mennyire tekinthető kizárólag az emberre jellemzőnek. Más fajok is kommunikálnak hangjelzésekkel, és a fogságban nevelt emberszabású majmok az emberihez hasonló képességeket mutattak. Azonban a Washoét nevelő csapat egyetlen siket tagja szerint a majmok nem használták a jelnyelv bonyolult nyelvtanát, és jelkincsük sem volt akkora, mint amekkorának elhíresztelték.

## Kialakulása
Egyes vélemények szerint kialakulása szorosan összefügg az agy mintegy kétmillió éve elkezdődött növekedésével és nem egyetlen mutáció eredménye: vagyis kialakulása hosszú fejlődés eredménye. Azzal érvelnek, hogy ha korábban alakul ki a beszéd, akkor képes rá, hogy hatást gyakoroljon az agy és a hangképző szervek evolúciójára, míg ellenkező esetben nem. Szerintük már a Homo erectus, és talán az őse is tudott beszélni valamilyen szinten. Utóbbiak igazát a fosszilis koponyák vizsgálatai is alátámasztják. A beszéd kialakulásának feltételeként általában a gégefő és a lágy szájpad egymáshoz viszonyított helyzetét jelölik meg. A gégefő az embernél és a csimpánznál lényegében ugyanolyan, de az embernél e képletek nem érnek össze, míg a csimpánznál légmentesen összezáródnak. Ez a fajta anatómiai változás gyakorlatilag indokolhatatlan a beszéd fejlődésével, mert a beszéd alapelemei már csak akkor jöhetnek szóba, amikor a változás lényegében lezajlott. Vagyis fordított oksági összefüggés van: előbb elvált egymástól a gégefő és a lágy szájpad, majd ez tette lehetővé a tagolt beszéd kialakulását. Ha azonban az oksági viszony ilyen, akkor ezt a módosulást erős evolúciós érvekkel kell magyarázni, mivel egyébként életveszélyes: az ember az egyetlen élőlény a földön, amely ennek következtében nyelés közben képes megfulladni.

## Kapcsolódó képességek

### Beszédképzés
A lingvisztikában az artikuláció leírja, hogyan mozognak az ajkak, a nyelv, az állkapocs és más beszélőszervek, hogy létrehozzák a beszédhangokat. Ezt gyakran csak a mássalhangzók létrehozására használják. Minden artikulációs helyhez több képzésmód is járulhat, ezért vannak olyan mássalhangzók, amelyek ugyanott képződnek.
A normál emberi beszéd a tüdő által kilélegzett levegőt használja. A levegő a gégén áthaladva megrezegteti a hangszálakat. Az így keltett hangot a többi beszélőszerv formálja magán- és mássalhangzókká. Vannak azonban, akik a tüdőből kiáramló levegő nélkül is képesek beszélni.
A nyelőcsöves beszédhez levegőt nyelnek, majd felbüfögik a hangokat. A hangszálakat a nyelőcső felső részének izmai pótolják. Egy levegővel öt szó és percenként 120 szó jó eredménynek számít. A hang erőssége és magassága nem szabályozható egymástól függetlenül: a magasabb hang erősebb lesz, és viszont. A hang mély, és úgy hangzik, mintha gazdája megfázott volna. Mivel nehéz megtanulni, és sok reflexet le kell hozzá győzni, ezért a gégeeltávolítottak közül sokaknak nem sikerül szert tenniük erre a képességre, és némák maradnak.

### Beszédészlelés
A beszédészlelés azokra a folyamatokra utal, melyek felismerik a beszédhangokat és megértik a nagyobb egységeket. Tanulmányozása közel áll a fonetikához és a fonológiához a lingvisztikában, a kognitív pszichológiában és a pszichológia észleléssel foglalkozó területein belül. A kutatások arra irányulnak, hogyan ismeri fel a beszédet halló a beszédhangokat, és ez alapján hogyan érti meg a nyelvet. Az eredményeket a gyógypedagógiában, a rehabilitációban és a beszédfelismerő rendszerek tervezésében használják fel.

### Beszédismétlés
A beszédismétlés azt jelenti, hogy a beszédértéstől függetlenül a hallott beszéd átfordul a beszéd megformálásához szükséges artikulációs izomtevékenységekbe, mozgásokba. Ez a képesség kulcsfontosságú a gyerekek beszédtanulásában és a nyelv és beszéd továbbörökítésében.

## Alapfeltételei
Wolf és Aderhold szerint a beszéd alapfeltétele a beszélőszervek feszültségeinek tudatos irányítása. A túlzott és az alacsony feszültség is beszédhibában nyilvánul meg. Ezen kívül az idegrendszernek, az ízületeknek és az izmoknak is megfelelően kell működniük. A jeleléssel ellentétben a beszédmozgásoknak a lélegzéssel is összhangban kell lenniük: a beszélőnek  úgy kell szabályoznia a beszédlégzését, hogy egy értelmes szakaszt egy levegővel végig tudjon mondani. A jól zengő hanghoz a rezonanciaterek bőségét is biztosítani kell. Ehhez megfelelően el kell lazítani az artikulációban részt vevő szerveket. Az egyes hangok képzésekor a megfelelő mozdulatokat kell végezni; a pontatlanságok pöszeségben nyilvánulnak meg. Különösen az állkapocsnak, a nyelvnek és az ajkaknak kell pontosnak lenniük.

### Beszédhang
Természetes hangmagasságon kell beszélni, hogy a hang erőlködés nélkül felemelhető és visszaereszthető legyen. A beszélőnek ismernie kell a hangját és ismernie, éreznie izmainak és ízületeinek mozgóképességét, hogy alkalmazkodhasson azok apróbb változásaihoz. 

### Az értelmes beszéd
Ahhoz, hogy valami értelmeset mondjon, a beszélőnek tudatosan kell megformálnia mondanivalóját, és akarnia is kell a kommunikációt. A beszéd összetett folyamatában a teljes embernek részt kell vennie. 
A tisztán artikulált, értelmesen tagolt és árnyaltan kifejező szóbeli megnyilatkozás az ember beszédkészsége.
Semmiféle bomlasztó beszéd ne jöjjön ki a szátokon, hanem csak akkor szóljatok, ha az jó a szükséges építésre, hogy áldást hozzon azokra, akik hallják.

## Zavarai
A beszédet több szervi és pszichológiai tényező érintheti. Néhány példa:
- A tüdő és a hangszálak betegségei, sérülései, lélegzőszervi betegségek, mint a hangszalagcsomók, fekélyek, bénulások, és a gége és tüdő rákjai.
- Az agy sérülései és betegségei, mint az afázia, a dizartria, a disztónia, az alógia és a beszéd feldolgozásainak zavarai. A beszédprodukció zavarait okozhatja a pontatlan mozgástervezés, az ingerületátvitel hibája, a fonológiai feldolgozás romlása vagy az üzenet értelmezésének problémája.
- Hallási zavarok, például siketség és nagyothallás, középfülgyulladás, és a hallott beszéd értésének zavara (APD). Az anómia és a diszfázia is együtt járhat a beszédértés romlásával.
- Artikulációs problémák, mint a dadogás, a pöszeség, a szájpadhasadék, az ataxia és az idegek sérülése. A Tourette-szindróma és a tikkek is érinthetik a beszédet. A verbális tikk egy szó gyakori közbeszúrását jelenti.

A beszédhibák gyakoribbak gyerekeknél, mint felnőtteknél, és férfiaknál gyakoribbak, mint nőknél. A hároméves kor körüli élettani beszédhibák az ép beszédfejlődés velejárói. Súlyosság szerint megkülönböztetnek beszédhibákat, beszédzavarokat és beszédfogyatékosságot.  A terminológia nem egységes, ez megnehezíti a rendszerezést. A különféle beszédzavarok keveredhetnek is, és nem mindig lehet eldönteni, hogy melyik az elsődleges. A gége eltávolítása után nyelőcsöves beszéd tanulható; afázia esetén az agy megmaradt területeit állítják a nyelvi kommunikáció szolgálatába. Kezelésük összetettsége és időtartama a beszédhiba összetettségétől, típusától és súlyosságától függ.
A nagyothallás a beszéden is érződik, különösen prelingvális nagyothallás esetén. A hozzáértők sokszor már a beszéd alapján képesek megbecsülni a halláskárodás típusát és mértékét. A gyerekek nyelvi készségei gyakran rosszabbak, mint ahogy azt koruk alapján várni lehet, ezért fejlesztésre szorulnak. A siketek hangzó nyelvi nyelvtudása és hangnyelvi beszélőképessége nagy mértékben változó. A kontroll hiánya miatt hangzó beszédük gyakran elmosódott, nem tudnak hangsúlyozni, és a hangerő és a hangminőség sem megfelelő. Sokuk képtelen hangzó nyelven megszólalni. A siketkultúrában ezek a siketek nem számítanak némának, mivel a siketek számára a jelelés is beszédnek számít, csak egy más nyelven.

## Beszéd és agy
Az agykéregben két terület foglalkozik a nyelvvel és a beszéddel. A Broca-központ a mozgatókéreg közelében, a frontális lebenyben helyezkedik el. Többnyire a bal féltekében található, és az ajkak, az állkapocs, a nyelv, a lágy szájpad és a hangszálak mozgását irányítja. Paul Broca (1824-1880) francia neurológusról nevezték el. Ha megsérül, akkor a beszédképzés súlyosabb károkat szenved, mint a megértés. A beszéd  táviratszerű, lassú, és hezitáló; a nyelvtani szabályok működőképessége látványosan romlik. A beszédértés romlása nem ilyen nyilvánvaló, mivel a sérültek ki tudják használni a mondatokban levő redundanciát. A nyelv más megnyilvánulásai, a jelelés és az írás hasonló károsodásokat szenvednek.
A Wernicke-központ a temporális lebeny hátsó részén, a látó- és a hallókéreg közelében helyezkedik el. Többnyire a bal féltekében található, és főként a beszédértésért és a szótárért felelős. Carl Wernicke (1848-1904) német neurológusról nevezték el. Sérülése a nyelv megértésének és a szavak kiválasztásának zavarát okozza. A sérültek folyékonyan beszélnek, de oda nem illő szavakat mondanak, és rossz a beszédértésük.
Noam Chomsky (született 1928-ban) amerikai pszicholingvista szerint a jelentések szabályai és a legalapvetőbb nyelvtani szabályok veleszületettek[forrás?], mivel a gyerekek sokkal gyorsabban fejlődnek a nyelvhasználatban, mint ahogy arra enélkül képesek lennének. Hibáik is ezt a feltételezést támasztják alá. Például a tagadás kifejezésére a tagadószavakat a pozitív állítás elé helyezik, vagy az összevont funkciószavakat kibontva használják még akkor is, ha a felnőttek sosem használják így őket. Egy további érv az örökletes speciális nyelvi károsodás, ami nagyon megnehezíti bármiféle nyelvtan megtanulását.

## Belső beszéd
A belső beszéd Lew Wygotski szerint a gondolkodás céljait szolgáló hangtalan beszédmozgások együttese. Egyes elgondolások szerint a nyelvi gondolkodás valójában egy külön mentális nyelven működik, ami automatikusan fordul a gondolkodó domináns nyelvére. Más elgondolások szerint ez a gondolkodás eleve az illető anyanyelvén folyik, így az erősen befolyásolja a gondolatmenetet. A belső beszéd a belső halláshoz kapcsolódik, amikor is a gondolkodó a domináns nyelvén hallja a gondolatait, többnyire a saját hangján. Született siketek arról számoltak be, hogy ilyenkor saját magukat látják jelelni.
A belső beszéd a nyelv belső megformálása, amit a beszélőszervek mozgása kísér. 1930 óta kísérletileg vizsgálják. Az izomaktivitást mechanikai és elektromiografikus módszerekkel is kimutatták. Külső és belső ingerek váltják ki, melyek a szavakban megfogalmazott reakciót a szavak megválasztásával és nyelvtani eszközeiben is alakítják.

### Neurofiziológiai modellek
A. Baddeley munkamemóriáról alkotott modellje szerint a verbális döntések és emlékezet a fonológiai hurokkal, egy központi végrehajtó egységgel és egy térbeli képszerű jegyzettömbbel magyarázható.
A fonológiai hurok tulajdonképpen a rövidtávú verbális memória. Komponensei a fonológiai tár és az artikulációs hurok. A fonológiai tár a szóbeli információt 1,5-2 másodpercig képes tárolni. Ezt az információt az artikulációs hurok olvassa ki és írja vissza. Az artikulációs hurok képes az olvasott információt is szóbelivé alakítani. A fonológiai tár a Wernicke-régióban helyezhető el, míg az artikulációs hurok a Broca-régióban található. Ez a régió irányítja a beszélőszervek mozgását is. A rövidtávú memóriából visszahívott információt a központi végrehajtó egység átalakíthatja és helyes szóbeli kifejezéssé alakíthatja.
A rövidtávú memória kapcsolódik a hosszútávú memóriához és annak érzelmi komponenseihez. A térbeli képszerű jegyzettömb képszerű elképzeléseket és térbeli viszonyokat tartalmaz, és a fonológiai hurokhoz hasonlóan működik: tartalmaz egy optikai tárat és egy képfelidéző funkciót.
A központi végrehajtó egység irányítja az automatikus és az ellenőrzött viselkedést. A frontális lebenyben helyezkedik el. Az automatikus viselkedés megszokáson és sémákon alapul. Mindezek egy áttekintő figyelmi rendszert igényel, ami felügyeli a rendszert, és ami szükség esetén egy régi sémát egy új, jobban odaillő sémával helyettesít.

### A depresszió és a szorongás kezelése
A szorongás és a depresszió kognitív terápiájában fontos tartalmakkal bír a szóbeli és a képszerű gondolkodás. A.T. Beck és társai a monopoláris depressziót és a szorongást az automatikus belső beszéd félrecsúszására vezetik vissza. A kezelés során a betegek megtanulják, hogyan ismerjék fel a depresszív és szorongó automatikus gondolatokat. Ezek a gondolatok a beteg személyes szenvedéstörténetét tükrözik, mint például: „Gyenge vagyok.”, „Meg fogok halni.” vagy „Nem bírom.”
Beck szerint ezek a gondolatok a beteg tudattalan alapfeltevéseiből alakulnak ki. Beck ezeket az alapfeltevéseket sémáknak nevezi. Ezek jól betanult, automatikus életszabályok, amelyek a beteg érzéseit, gondolatait és viselkedését irányítják. Ezek a következők lehetnek: „Segítségre szorulok.”, vagy „Az ember potenciális ellenség.” Ha a beteg tudatosan éli meg ezeket a gondolatokat és következményeiket, és kísérletezve javítja őket, akkor korlátozhatja a megbetegítő hatásukat. A logikai és érzelmi hibák figyelésével és kerülésével új érzelmeket élhet át és új viselkedésmintákat próbálhat ki, amelyekhez kevesebb szenvedés kapcsolódik. A terapeuta a beteg gondolkodásában rejlő ellentmondásokra rámutatva tudatosíthatja őket.